# Nieuwe Wetering (Utrecht)
De Nieuwe Wetering is een gegraven watergang (wetering) in de provincie Utrecht, gemeente Stichtse Vecht.
De Nieuwe Wetering loopt vanaf de Vecht in Nieuwersluis eerst als een deel van de gracht om Fort Nieuwersluis en gaat vervolgens in noordwestelijke richting. De waterloop kruist het Amsterdam-Rijnkanaal en gaat onder de Westkanaaldijk en Spoorlijn Amsterdam - Utrecht door. Hierna volgt de Nieuwe Wetering de Angstelkade om bij de Oukoper Molen aan te sluiten op de Angstel.

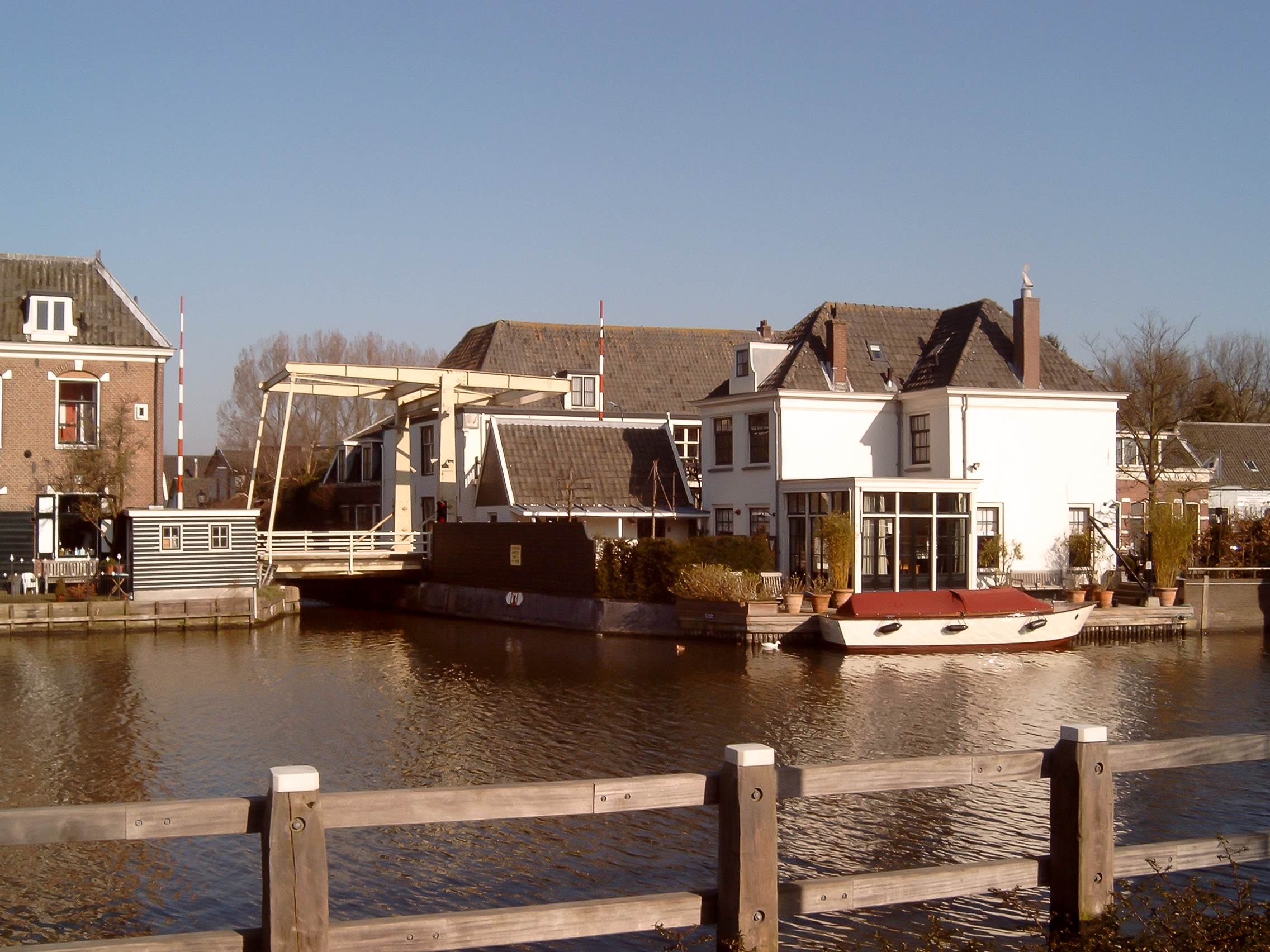
Ophaalbrug over de Nieuwe Wetering bij de aansluiting met de Vecht
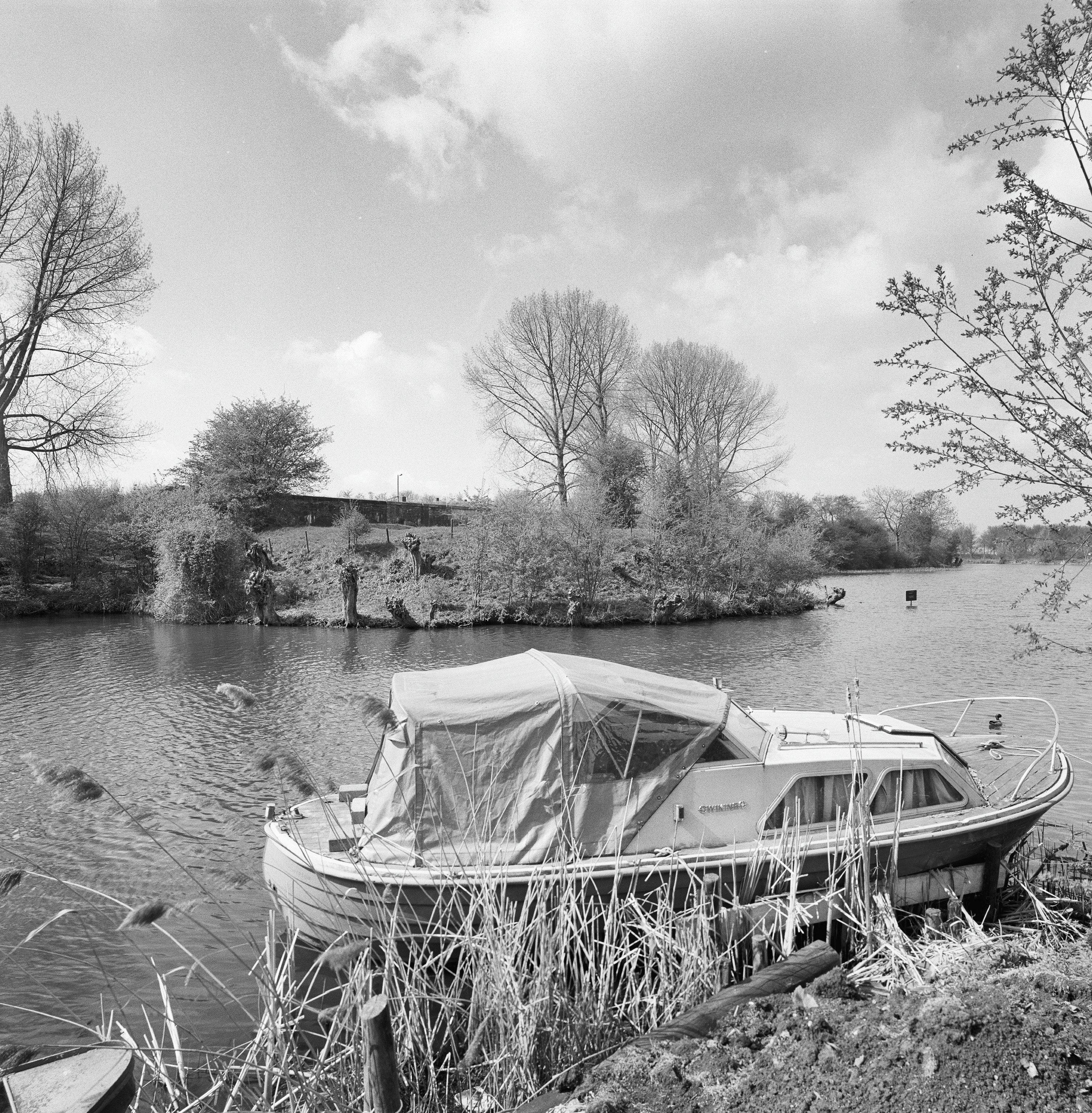
Bij Fort Nieuwe Wetering
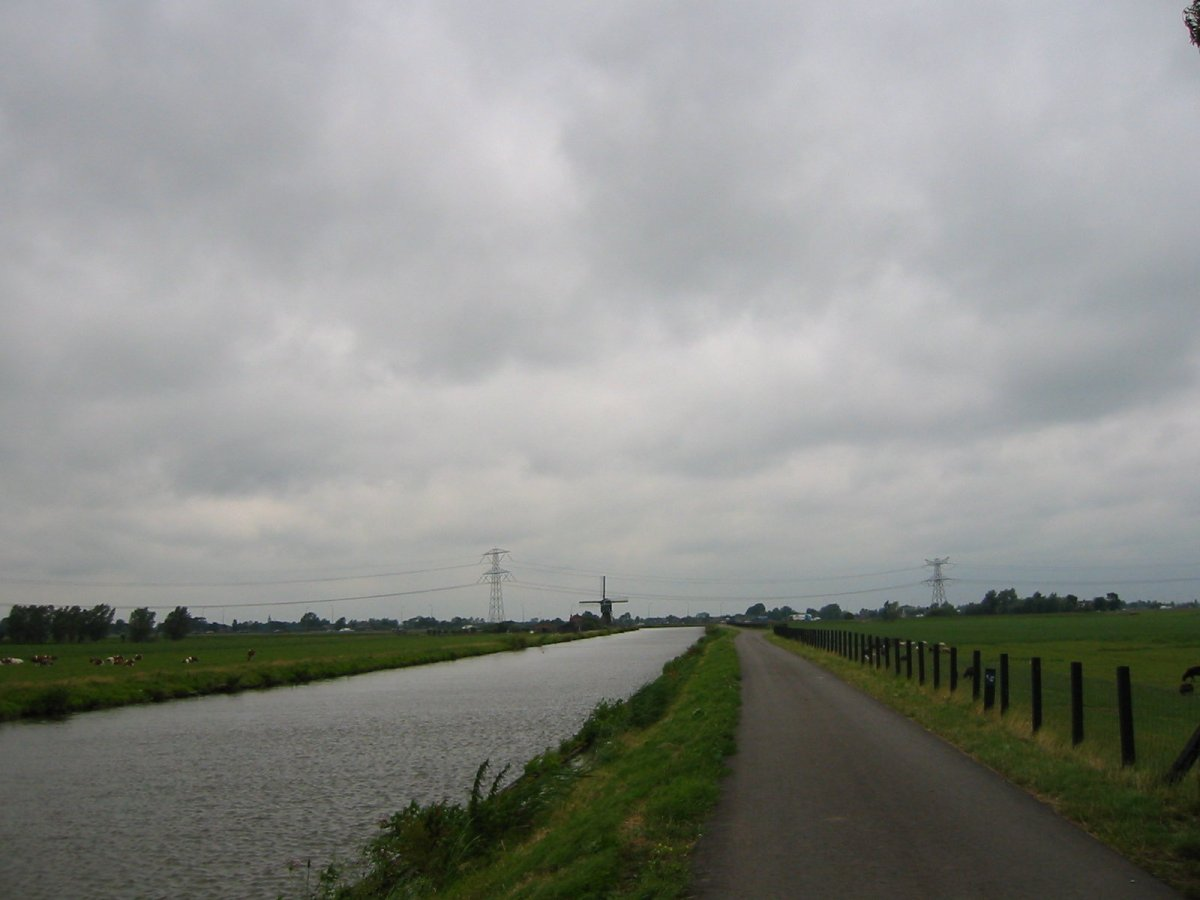
Nieuwe Wetering met in de verte de Oukoper Molen